# Noreña
Noreña település Spanyolországban, Asztúria autonóm közösségben. Noreña Siero községgel határos. Lakosainak száma 5102 fő (2024).

## Népesség
A település népessége az utóbbi években az alábbiak szerint változott:
| Lakosok száma | 4349 | 4600 | 5158 | 5415 | 5432 | 5422 | 5210 | 5179 | 5088 | 5102 |
|               | 2001 | 2004 | 2007 | 2009 | 2012 | 2014 | 2017 | 2019 | 2022 | 2024 |